# سيرهي ليولكا
سيرهي ليولكا (بالأوكرانية: Люлька Сергій Миколайович)‏ هو لاعب كرة قدم أوكراني في مركز الدفاع، ولد في 22 فبراير 1990 في كييف في أوكرانيا. شارك مع منتخب أوكرانيا تحت 19 سنة لكرة القدم ومنتخب أوكرانيا تحت 21 سنة لكرة القدم. أما مع النوادي، فقد لعب مع دينامو كييف وسبارتا براغ ونادي سلوفان ليبيريتس.

## وصلات خارجية
- سيرهي ليولكا على موقع اتحاد أوكرانيا (الإنجليزية)
- سيرهي ليولكا على موقع قاعدة بيانات كرة القدم.إي يو (الإنجليزية)
- سيرهي ليولكا على موقع Soccerway.com (الإنجليزية)
- سيرهي ليولكا على موقع عالم كرة القدم.نت (الإنجليزية)